# Miyabi Onitsuka
Miyabi Onitsuka (鬼塚 雅, Onituska Miyabi) est une snowboardeuse japonaise née le 12 octobre 1998. Lors des Championnats du monde 2015 à Kreischberg, elle remporte la médaille d'or en slopestyle.

## Palmarès

### Championnats du monde
- Championnats du monde 2015
  -  Médaille d'or en slopestyle .
- Championnats du monde 2017
  -  Médaille de bronze en slopestyle .
- Championnats du monde 2021
  -  Médaille de bronze en big air .
- Championnats du monde 2023 :
  -  Médaille d'argent en big air .
  -  Médaillé de bronze en slopestyle.

### Coupe du monde
- 2 gros globe de cristal :
  - Vainqueur du classement freestyle en 2018 et 2019.
- 1 petit globe de cristal :
  - Vainqueur du classement slopestyle en 2019.
- 12 podiums dont 3 victoires.

#### Détails des victoires
| Épreuve / Édition | Big air | Slopestyle                |
| ----------------- | ------- | ------------------------- |
| 2018-2019         |         | Secret Garden Kreischberg |
| 2019-2020         | Pékin   |                           |

### Autres
- Championne du Japon en 2014.